# Onze-Lieve-Vrouwekerk (Temse)
De Onze-Lieve-Vrouwekerk is een kerk in de Belgische gemeente Temse. Ze is toegewijd aan Onze-Lieve-Vrouw en haar stichting, omstreeks 770 wordt toegeschreven aan Amelberga van Temse.

## Bouwgeschiedenis
Deze driebeukige hallenkerk heeft een complexe bouwgeschiedenis. Bij opgravingen in 1979 ontdekte men een halfronde romaanse apsis. Ze vertoont voornamelijk gotische en neogotische stijlkenmerken. De achthoekige vieringtoren uit 1721 is uit de baroktijd. In 1888 werd ze ingrijpend verbouwd en tussen 1978 en 1994 gerestaureerd.
Filips de Schone stond in 1496 een speciale belasting toe om de herstelling en de wederopbouw van de kerk te bekostigen na zware beschadiging door brand. In de 17e eeuw verkeerde de vieringtoren in slechte staat. De herstelling werd betaald via een heffing van tienden door de Sint-Pietersabdij in Gent. 
In de kerk vindt men beeldhouwwerk uit de 18e eeuw van Adriaan en zijn zoon Philips Alexander Nijs en een praalgraf uit 1517 van Roeland Lefèvre, de eerste heer van Temse. Zilversmeedwerk en een aantal schilderijen waaronder een van Cornelis Schut is er ook te zien. Bij de kerk staat een standbeeld van priester Edward Poppe.